# Dysschema boisduvalii
Dysschema boisduvalii is een beervlinder uit de familie van de spinneruilen (Erebidae). De wetenschappelijke naam van de soort is voor het eerst geldig gepubliceerd in 1840 door Van der Hoeven & De Vriese.